# Club Español de Madrid
Club Español de Madrid is een voormalige Spaanse voetbalclub uit Madrid. De club speelde in de Campeonato Centro, het kampioenschap van de regio Madrid.

## Geschiedenis
Club Español de Madrid werd opgericht in 1900. Een splitsing binnen de club in 1902 leidde tot de oprichting van Madrid CF, het latere Real Madrid. Club Español de Madrid behaalde in 1904 de finale van de Copa del Rey. Door verwarring over de datum van de finale, kwam de club op een verkeerde dag opdagen en tegenstander Athletic Bilbao werd zo zonder te spelen bekerwinnaar. Club Español de Madrid was daarna nog tweemaal verliezend finalist in de Copa del Rey. In 1909 werd met 3-1 verloren van Ciclista San Sebastian, het latere Real Sociedad. Een jaar later was FC Barcelona met 3-2 te sterk voor Club Español de Madrid.

## Erelijst
- Campeonato Centro: 1904, 1909
- Copa del Rey: verliezend finalist 1904, 1909, 1910